# مسحة الدهن
مسحة الدهن هو طقوس سكب الزيت العطري على رأس الشخص أو جسده بالكامل. 
وبينطبق المصطلح كمان على الأفعال ذات الصلة المتمثلة في رش أو غمر أو تلطيخ شخص أو شيء بأي زيت معطر أو حليب أو زبدة أو دهون أخرى.  تستخدم الزيوت العطريه كعطور ومشاركتها تعتبر من أعمال الضيافة . تم تسجيل استخدامها لإدخال التأثير الإلهي أو الوجود الإلهي من أقدم العصور. وهكذا تم استخدام المسحة كشكل من أشكال الطب ، ويعتقد أنها تخلص الأشخاص والأشياء من الأرواح الخطرة والشياطين اللى يعتقد أنها تسبب المرض.
في الاستخدام الحالي، تستخدم كلمة "المسحه" عاده للبركات الاحتفالية زى تتويج الملوك الأوروبيين . هذا استمرار لممارسة عبرية سابقة أشهرها تم ملاحظتها في مسحة هارون كرئيس كهنة وكل من شاول وداود بواسطة النبي صموئيل . المفهوم مهم لشخصية المسيح أو المسيح ( العبرية واليونانية  لـ "الممسوح") اللى يظهر بشكل بارز في اللاهوت اليهودي والمسيحي وعلم الأمور الأخيرة . المسحة - وخاصة مسحة المرضى - قد تعرف كمان باسم المسحة ؛ تُوصف كمان مسحة الموتى كجزء من الطقوس الأخيرة في الكنيسة الكاثوليكية بأنها " مسحة شديدة ".

## معرض الصور

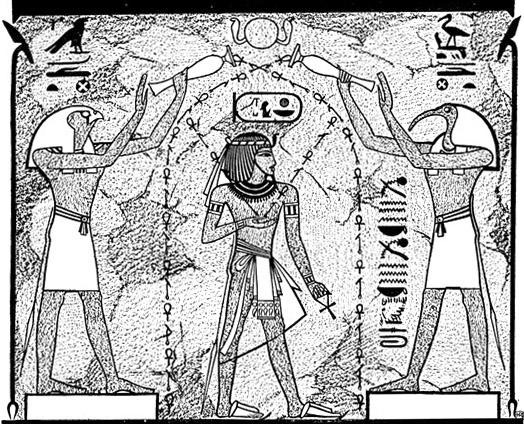
مسحة فرعون في مصر القديمة
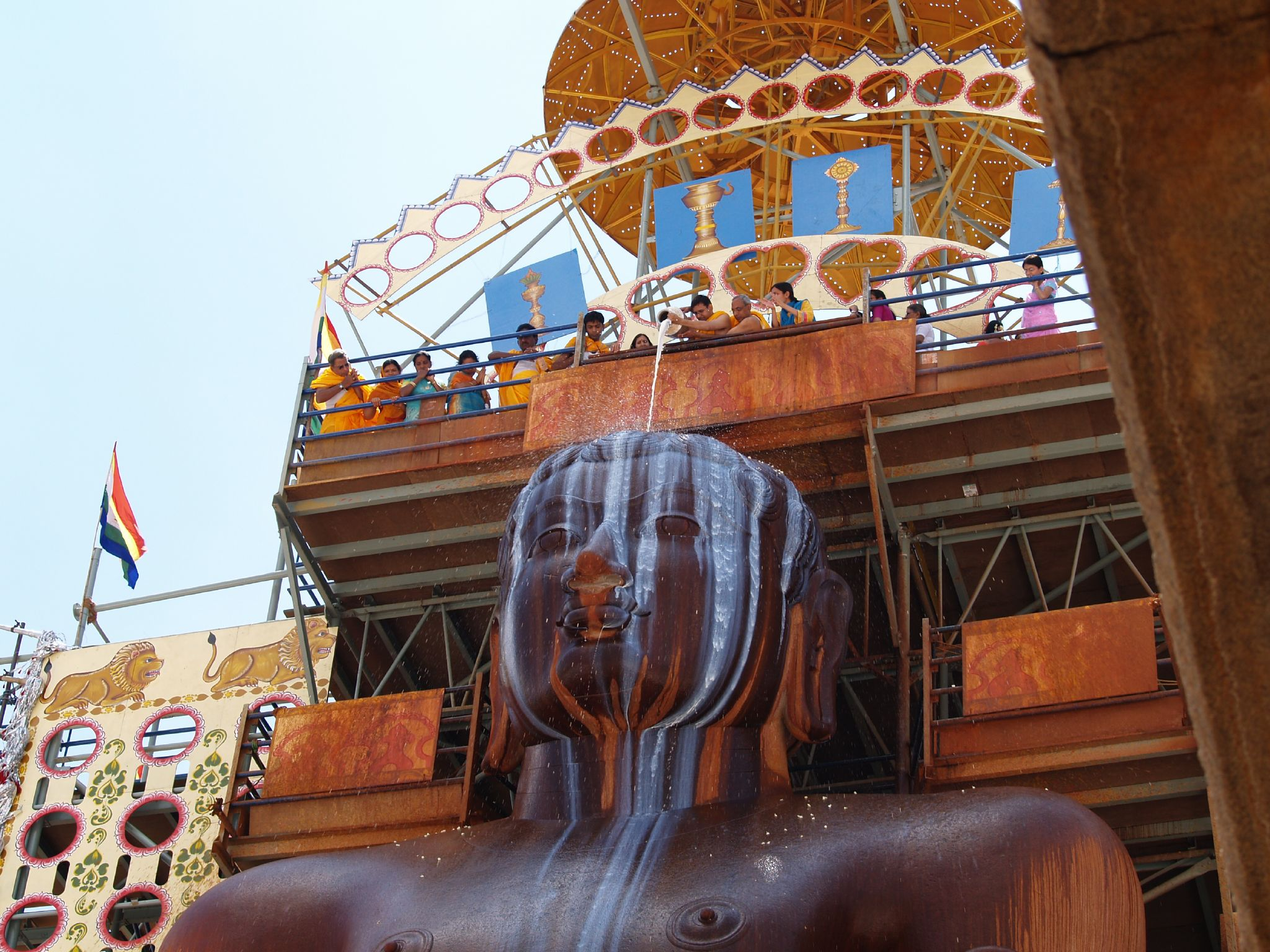
جاين ابهيشيكا في Śravaṇa Beḷgoḷa
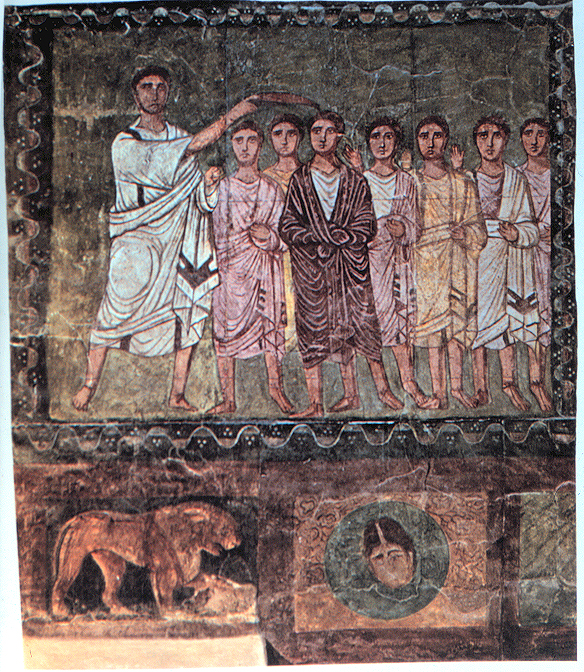
صموئيل يمسح داود، دورا أوروبوس ، سوريا ، القرن الثالث.
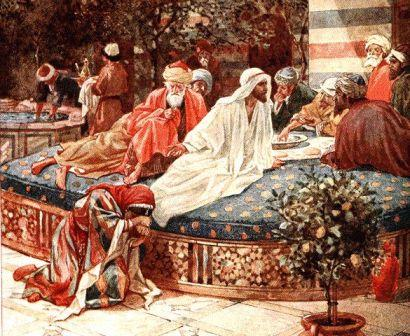
مسحة يسوع ، بقلم ويليام هول، 1906
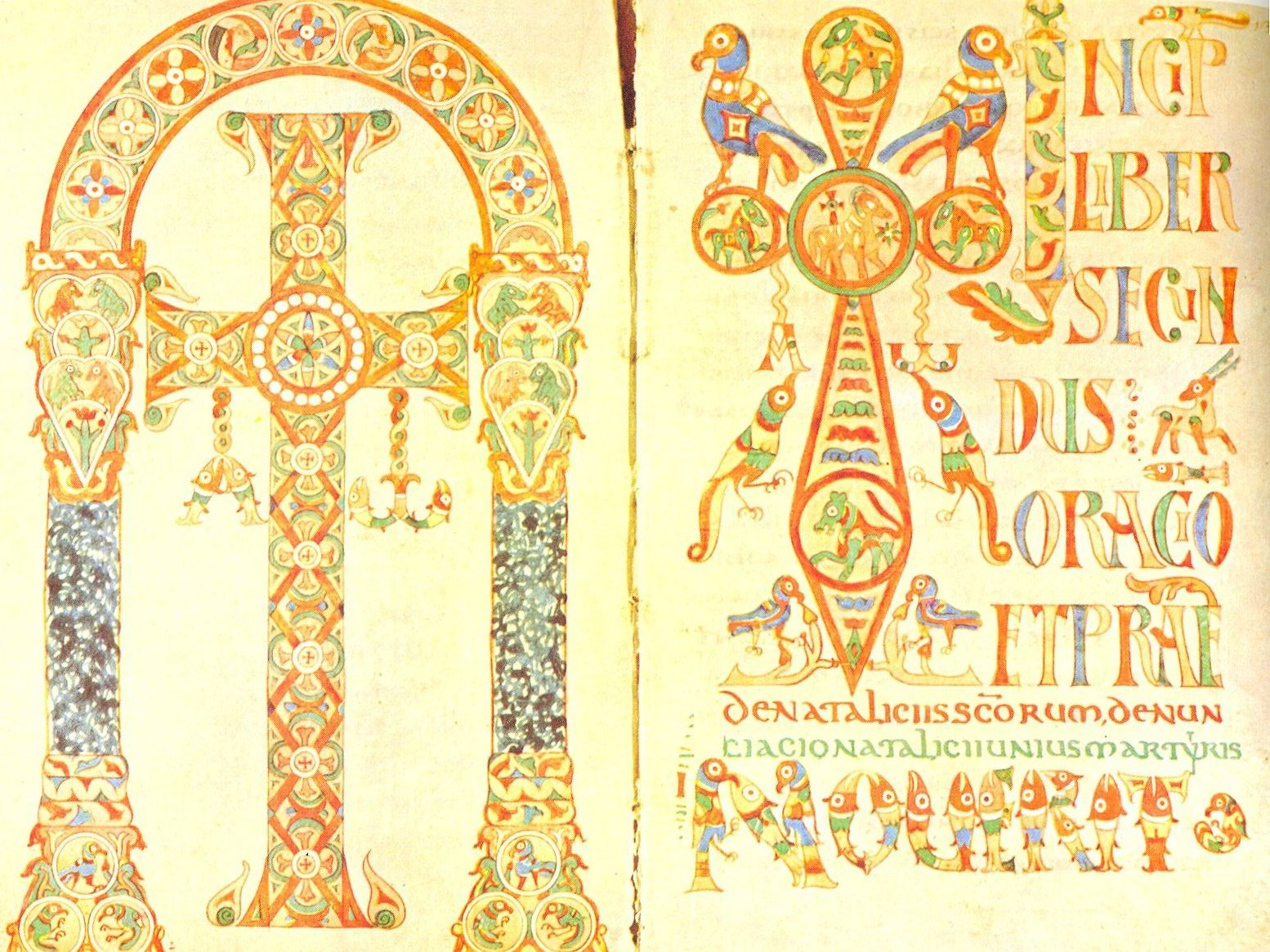
واجهة مخطوطة كتاب الأسرار الجلاسيان بمكتبة الفاتيكان
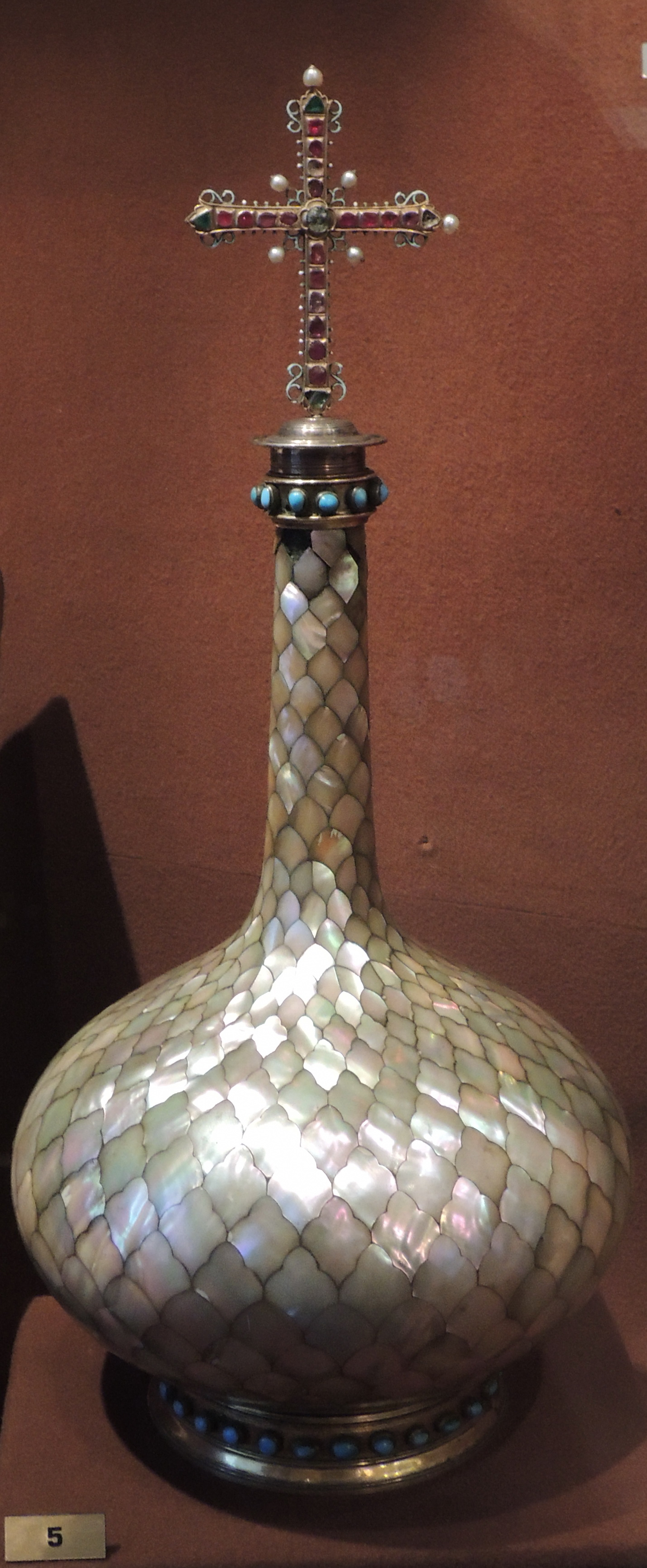
الكريسماريوم كان يستخدم في روسيا قبل ثورة 1917
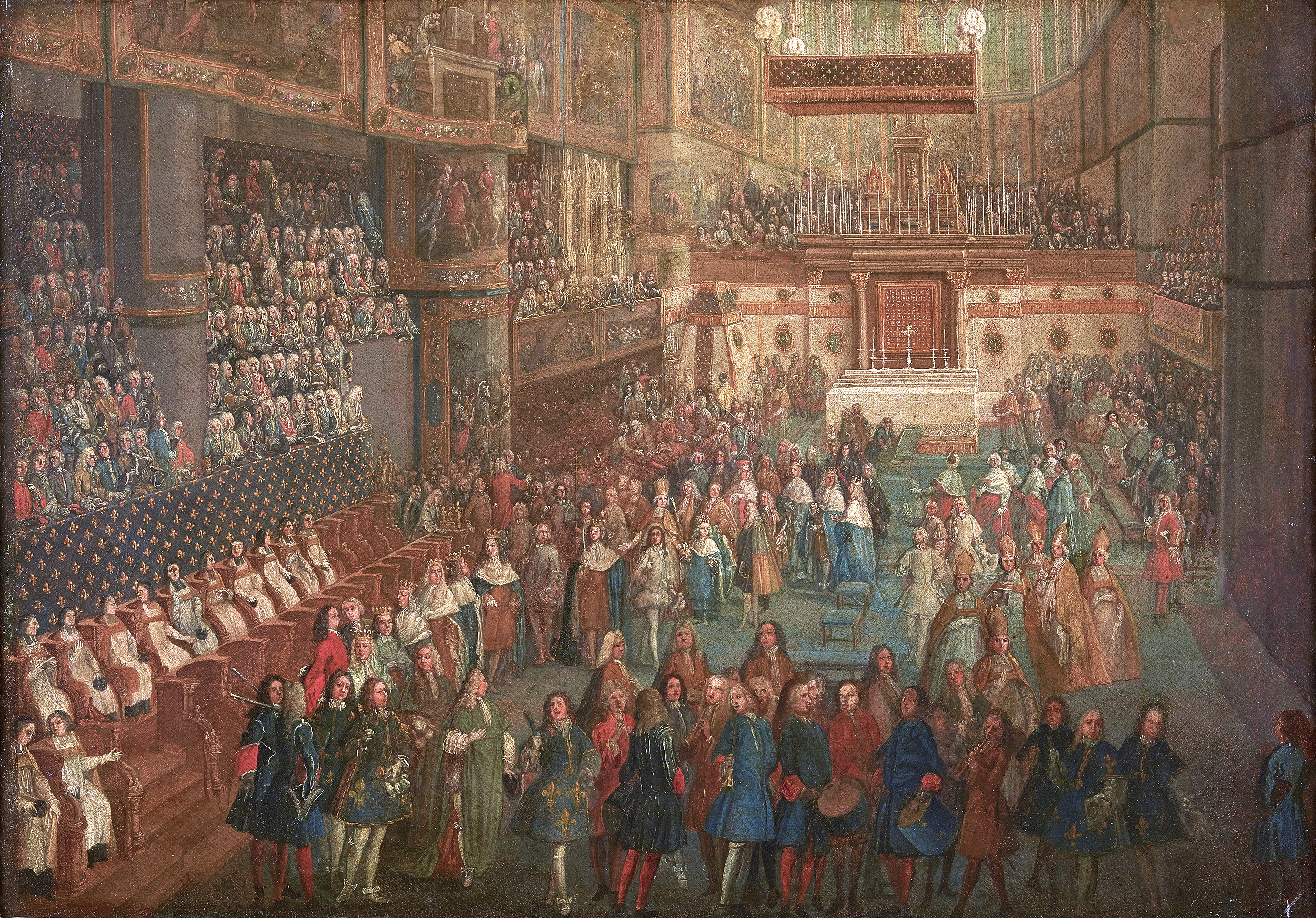
تنصيب لويس الخامس عشر ملكاً على فرنسا
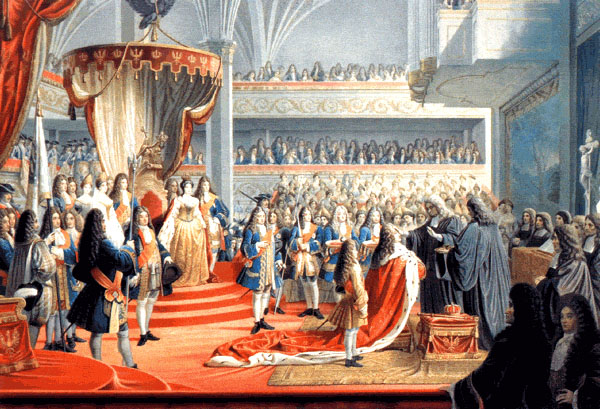
فريدريش تم تعييني ملكًا على بروسيا من قبل اثنين من الأساقفة البروتستانت، بعد تتويجه في كونيجسبيرج عام 1701
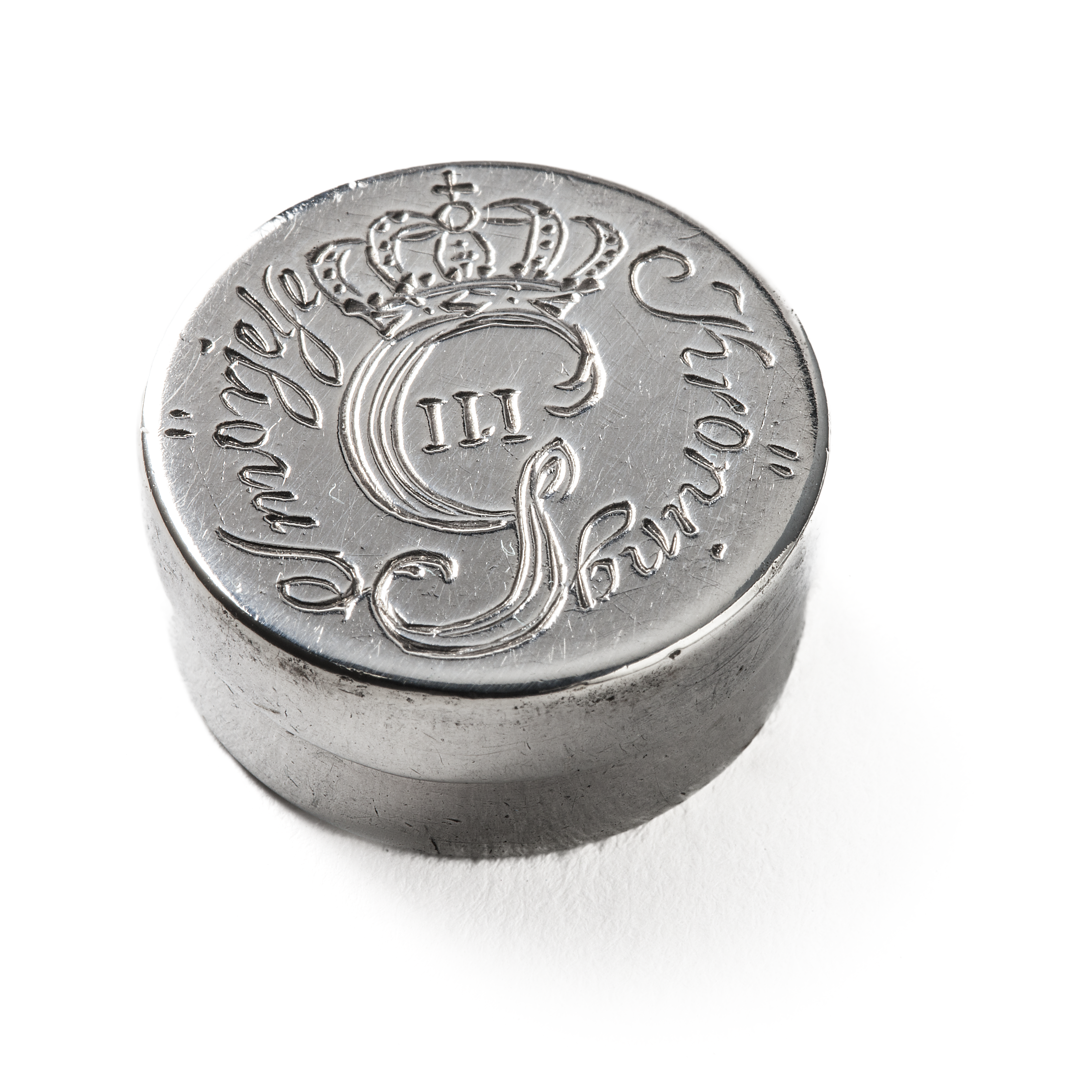
مرهم في علبة فضية من تتويج ملك السويد غوستاف الثالث عام 1772 يحتوي على الخزامى والورد
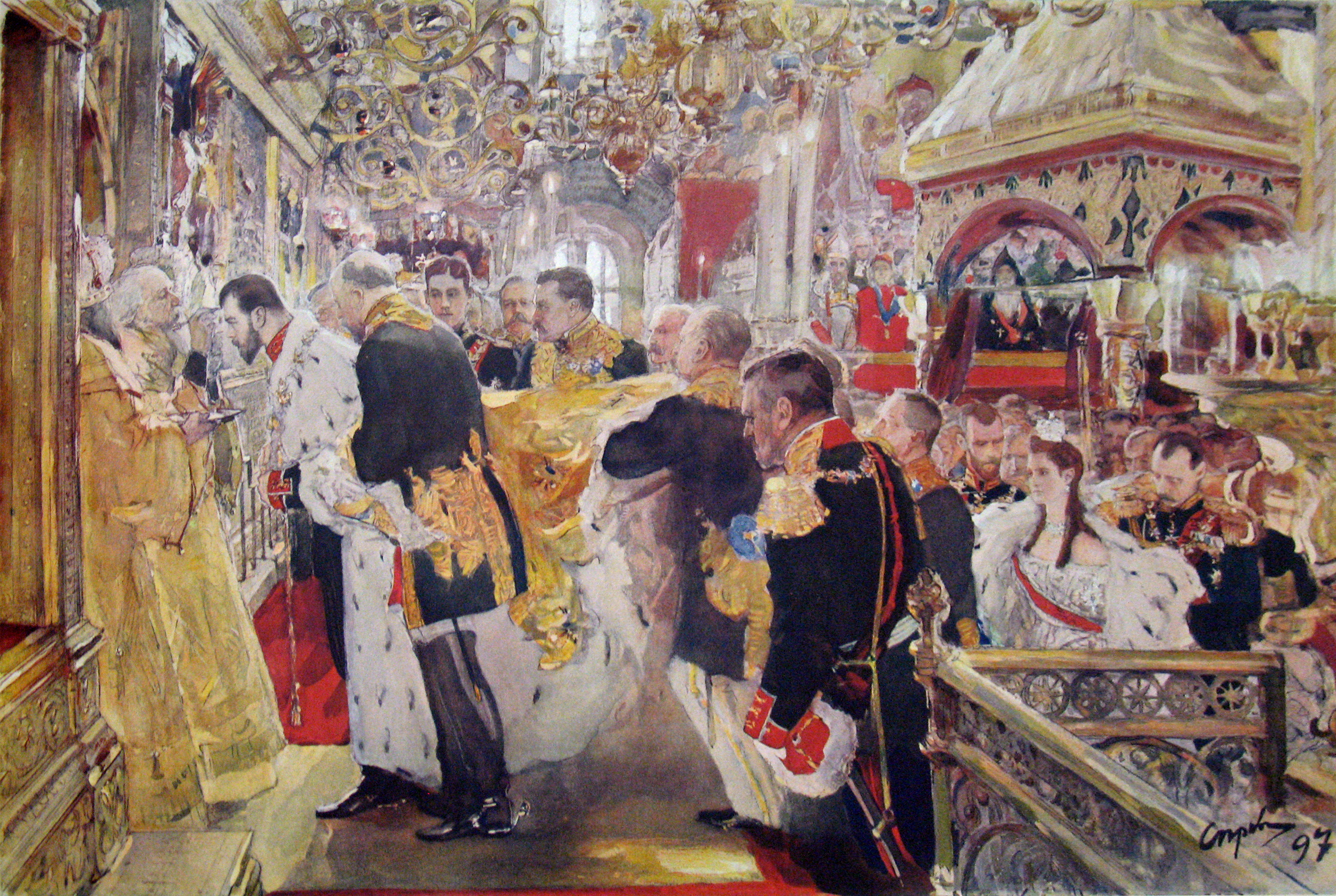
مسحة القيصر نيكولاس الثاني في كاتدرائية أوسبنسكي في موسكو عام 1896